# Дараселія Віталій Віталійович
Віталій Дараселія (молодший) (груз. ვიტალი დარასელია, нар. 27 вересня 1978) — грузинський футболіст, фланговий півзахисник.
Насамперед відомий виступами за «Динамо» (Тбілісі) та національну збірну Грузії.
Син видатного півзахисника тбіліського «Динамо» та збірної СРСР Віталія Кухиновича Дараселія, трагічно загиблого у 1982 році.

## Клубна кар'єра
У дорослому футболі дебютував 1997 року виступами за команду клубу «Динамо» (Батумі), в якій провів один сезон, взявши участь лише у 2 матчах чемпіонату.
Своєю грою за батумську команду привернув увагу представників тренерського штабу клубу ЦСКА (Київ), до складу якого приєднався 1998 року. Відіграв за київських «армійців» наступні три сезони своєї ігрової кар'єри.
У 2001 році повернувся на батьківщину, де уклав контракт з клубом «Динамо» (Тбілісі), у складі якого провів наступні три роки своєї кар'єри гравця. Більшість часу, проведеного у складі тбіліського «Динамо», був основним гравцем команди та одним з її головних бомбардирів, маючи середню результативність на рівні 0,34 голу за гру першості.
Протягом 2004—2005 років захищав кольори команди російського клубу «Аланія».
З 2005 року знову, цього разу один сезон захищав кольори команди клубу «Динамо» (Тбілісі).
Згодом з 2006 по 2008 рік грав у складі команд клубів «Шахтар» (Караганда), «Сіоні» та «Дачія» (Кишинів).
Завершив професіональну ігрову кар'єру у тбіліському «Локомотиві», за команду якого виступав протягом 2008—2009 років.

## Виступи за збірну
У 2002 році дебютував в офіційних матчах у складі національної збірної Грузії. Протягом кар'єри у національній команді, яка тривала 4 роки, провів у формі головної команди країни 10 матчів.

## Досягнення
- Чемпіон Грузії: 2002/03
- Володар Кубка Грузії: 2002/03, 2003/04
- Володар Кубка Співдружності: 2004